# Albert Lasker

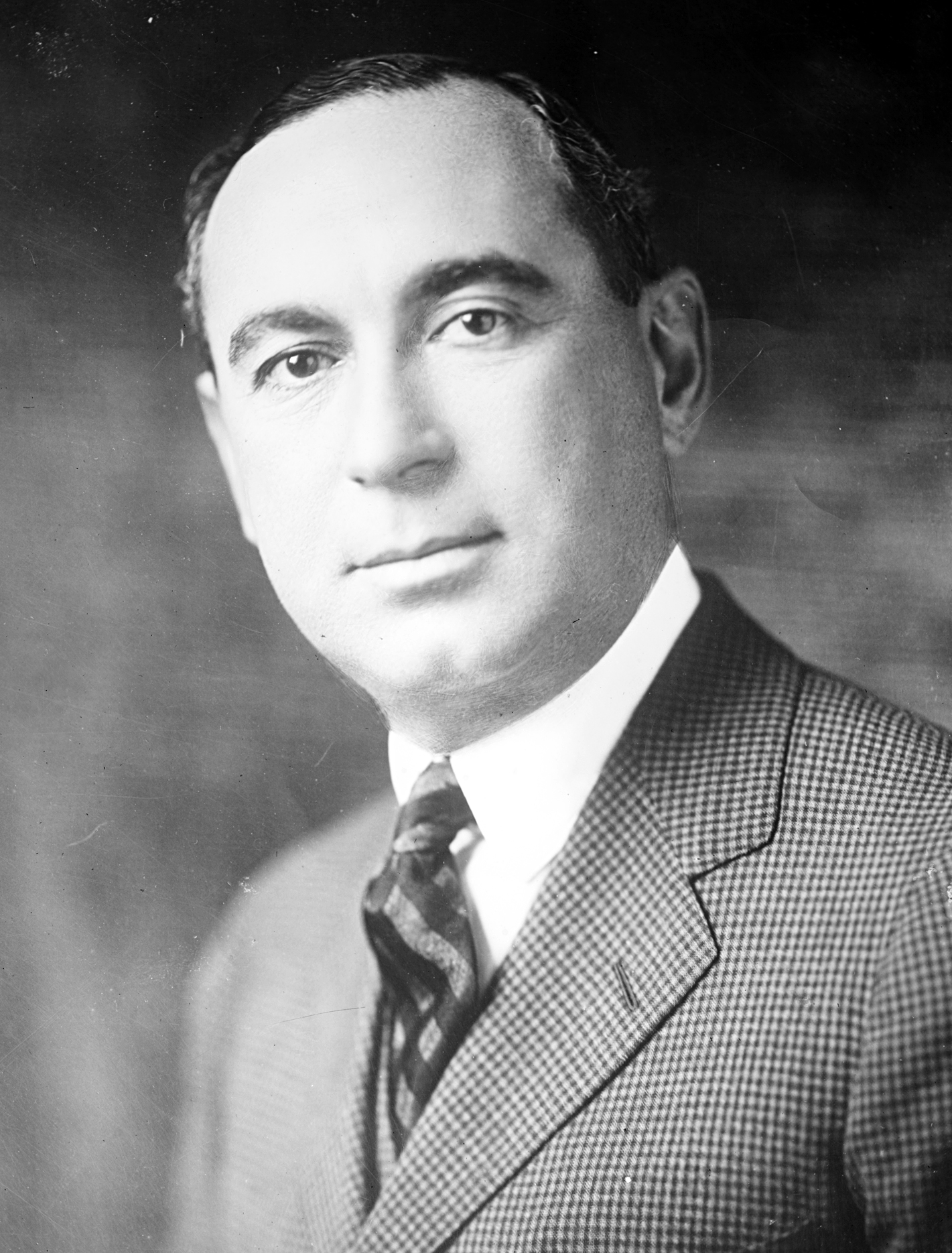
Albert Lasker

Albert Davis Lasker (* 1. Mai 1880 in Freiburg; † 30. Mai 1952 in New York) war ein US-amerikanischer Unternehmer; er wird oftmals als Erfinder der modernen Werbung bezeichnet. Bei einem Besuch seiner Eltern Morris und Nettie Heidenheimer Davis Lasker in ihrem Herkunftsland Deutschland wurde er in Freiburg geboren. Er wuchs in Galveston (Texas) auf, wo sein Vater als Direktor verschiedener Banken tätig war.

## Leben

### Frühe Jahre
Er begann seine Karriere als Reporter bei der Zeitung; sein Vater überredete ihn jedoch, nach Chicago zu gehen, um dort eine Stelle in der Werbeagentur Lord & Thomas anzunehmen. 1898 begann er dort als Büroangestellter zu arbeiten, ehe nach einem Jahr eine der Verkaufsstellen frei wurde und er diese übernahm. In dieser Zeit konzeptionierte er seine erste Werbekampagne für einen Hersteller von Ohrenstöpseln. Er engagierte einen Freund, einige Anzeigetexte zu entwerfen, die er mit Fotos, auf denen ein Mann sein Ohr schützend umfasst, kombinierte. Der Geschäftsführer des Unternehmens, George Wilson, übernahm die Kampagne, woraufhin die Verkäufe des Produktes anstiegen.

### Inhaber von Lord & Thomas
Als einer der Gründer der Agentur, Lord, 1903 in den Ruhestand ging, übernahm Lasker dessen Anteile und wurde Teilhaber. 1912 schließlich übernahm er auch den Rest der Anteile und wurde im Alter von nur 32 Jahren alleiniger Inhaber der Agentur.
Chicago war neben New York das Zentrum der amerikanischen Werbeindustrie; Lasker, auch der Gründervater der modernen Werbung genannt, schaffte hier als Vorsitzender von Lord&Thomas die Grundlagen für seinen Erfolg. So entwickelte er hier eine Schreibtechnik, die Werbebotschaften auf psychologischem Weg an den Konsumenten zu übermitteln. Er pries Zigaretten der Marke Lucky Strike dadurch an, dass er den selten rauchenden Frauen versprach, durch Rauchen blieben sie schlank. Auch die Benutzung des Radios als Werbeträger, besonders aber seine Kampagnen für Palmolive-Seife, Pepsodent-Zahnpasta, Kotex-Produkte und Lucky-Strike-Zigaretten revolutionierten nicht nur die Werbeindustrie, sondern wurden auch Teil der Popkultur seiner Zeit.

#### Gedruckte Verkaufstechnik
Lasker machte sich viele Gedanken über die Grundlagen der Werbung, darüber was Werbung ist und wie Werbung funktioniert. 1904 traf er einen Bekannten, welcher ihm sagte, was Werbung ist; dachte Lasker bisher, Werbung seien eine Art Nachrichten über Produkte, so klärte dieser ihn auf, dass Werbung etwas sehr einfaches, "gedruckte Verkaufstechnik", sei.
Der erste Kunde, der diese Art zu arbeiten akzeptierte, war die Firma The 1900 Washer Co. Der Erfolg der Zusammenarbeit war so überragend, dass der Kunde seine Werbeausgaben von 15.000 US-Dollar im Jahr auf 30.000 US-Dollar im Monat steigerte und eine der größten werbetreibenden Firmen im Land wurde.
Im Jahre 1908 konnte er Claude C. Hopkins für die Agentur gewinnen, die erste gemeinsame Kampagne war für die Van Camp Packaging Company, die Zusammenarbeit der beiden währte 17 Jahre.
Auch ist Lasker verantwortlich für die Beliebtheit von Orangensaft in den USA, seine Agentur gewann 1910 die Sunkist Growers, Inc. als Kunden, während dieser Zeit befand sich die kalifornische Citrus-Produktion im Rückgang, die Pflanzer stoppten den Anbau oder bauten ihre Zitruspflanzen sogar zurück, um die Überproduktion zu stoppen. Die Kampagne motivierte die Verbraucher nicht nur dazu Orangen zu essen, sondern vor allem Orangensaft zu trinken, so dass der Verbrauch wieder anstieg und der Rückbau gestoppt werden konnte.
Weitere bahnbrechende Beiträge waren die Förderung von Schulen, so unter anderem bei der Einführung von Sexualkunde für jungen Mädchen, um die Menstruation zu erklären und somit Promotion für Tampons des Herstellers Kotex machen zu können. Ebenso wird er für die Erfindung der Soap Opera verantwortlich gemacht, da er als erster erkannte, dass Radio und TV werbegetriebene Medien sind. Weiterhin soll er der führende Kopf der Wahlkampfkampagne des Republikaners Warren G. Harding für die Präsidentschaft im Jahre 1920 gewesen sein.

### Weitere Geschäftsaktivitäten
Lasker war zwischenzeitlich Besitzer des Baseballteams Chicago Cubs: Er beteiligte sich 1916 erstmals an der Mannschaft, übernahm wenig später die Mehrheit der Anteile. In dieser Zeit erstellte er einen Bericht für verschiedene Reformationen bei der Organisation des Spielbetriebes, welches zur Schaffung des Amtes eines Beauftragten des Baseball, Vorläuferamt des heutigen Geschäftsführers der Major League Baseball, führte. Gemeinsam mit seinem Geschäftspartner Charles Weeghman war er dafür verantwortlich, dass der Club zu seiner heutigen Heimstätte Wrigley Field umziehen konnte, welches zur damaligen Zeit jedoch nach seinem Partner noch Weeghman Park genannt wurde. Im Jahr 1925 verkaufte er das Team an seinen Juniorpartner William Wrigley Jr., Gründer des bekannten Kaugummiherstellers Wrigley.
Neben verschiedenen Firmenanteilen u. a. bei der Fa. Pepsodent, einem Kunden der Agentur, besaß Lasker auch einen der schönsten Golfplätze der Welt, dieser befand sich auf seinem Grundstück in Lake Forest, Illinois. 1939 belegte dieser auf der Liste der 100 schönsten Golfplätze der Welt, aufgestellt durch das Magazin National Golf Review, Rang 23. Die Unterhaltung des Platzes wurde Lasker schließlich zu aufwendig, so dass er das gesamte Anwesen nach der großen Depression der University of Chicago stiftete.

### Politik
Lasker war aktiv für die Republikanische Partei und suchte immer nach neuen Wegen, die Partei und ihre Kandidaten mit seinen Werbetechniken zu unterstützen. Er gilt als Schlüsselfigur, der Kampagne zur Wahl von Warren G. Harding 1920. Harding wurde 29. Präsident der USA, nachdem er einen erdrutschartigen Sieg erzielt hatte, der möglich wurde durch die landesweite Werbung in Wochenschauen, Plakate und Zeitungen während des Wahlkampfes.
Nach seiner Wahl wollte Harding viele öffentliche Ämter mit Personen aus der Privatwirtschaft besetzten. Im Juni 1921 überredete er Lasker, den Vorsitz über die nationale Schifffahrtsbehörde zu übernehmen. Lasker der eigentlich mit einem Kabinettsposten geliebäugelt hatte, sagte schließlich zu, den Posten für zwei Jahre zu übernehmen. Lasker sah sich mit den Schwierigkeiten der Überkapazitäten der nationalen Handelsflotte konfrontiert, welche durch die Beteiligung der USA am Ersten Weltkrieg entstanden waren. Er versuchte die Probleme mit Hilfe von Privatisierung und Subventionen zu lösen, dabei wurden durch den Kongress Unregelmäßigkeiten festgestellt, die Lasker darin bestätigten das Amt wie geplant nach zwei Jahren, im Jahre 1923 niederzulegen. Für Lasker waren diese Zeit in Washington sehr frustrierend, so dass er sich für immer aus der Politik zurückzog, so auch ein Angebot von Präsident Calvin Coolidge ausschlug, in den öffentlichen Dienst zurückzukehren.

### Verkauf von Lord & Thomas
Sein Sohn Edward Lasker aus der Ehe mit Flora Warner trat 1933 in die Firma ein, entschied sich aber 1942 nach Hollywood zu gehen, um als Filmproduzent und Anwalt zu arbeiten, er heiratete die Schauspielerin Jane Greer und bekam mit ihr drei Kinder, darunter der Filmproduzent Lawrence Lasker.
So verkaufte Albert Lasker nach 30 Jahren an der Spitze von Lord & Thomas, die Firma 1942 schließlich an seine drei Seniorpartner. Die Firma firmierte in Foote, Cone & Belding um, nach einer Fusion 2006 mit Draft Worldwide nennt sie sich jetzt Draftfcb.

### Nachlass, Lasker Foundation

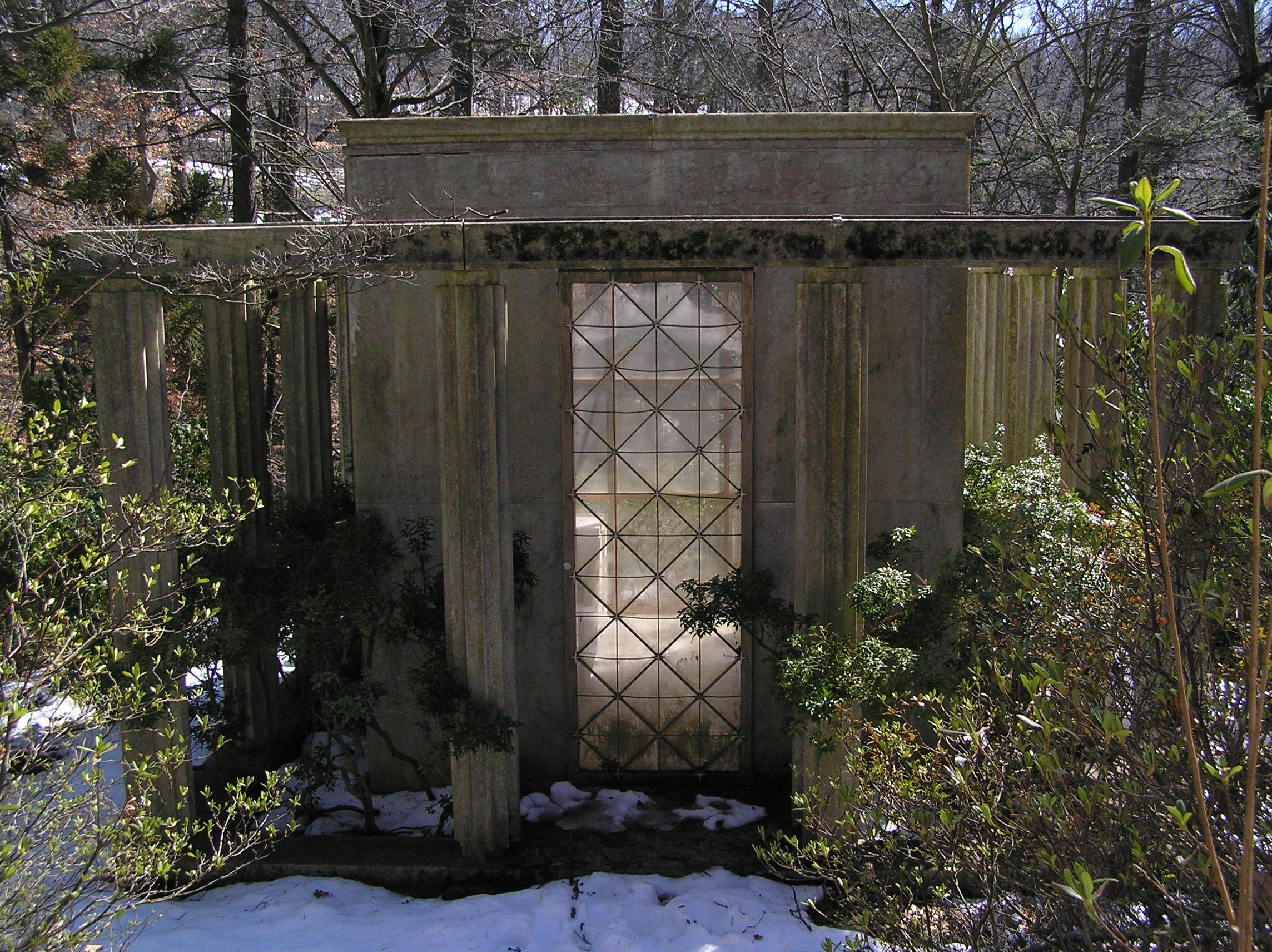
Das Mausoleum von Albert Lasker in Sleepy Hollow Cemetery, NY

Lasker war insgesamt drei Mal verheiratet, aus seiner ersten Ehe mit Flora Warner hat er zwei Töchter und einen Sohn, seine kurze Ehe (1938–39) mit der Schauspielerin Doris Kenyon blieb kinderlos.
Lasker und besonders seine dritte Ehefrau Mary Woodard Lasker wurden zu den größten und bekanntesten Philanthropen der Vereinigten Staaten, so förderten sie die Forschungs- und Gesundheitsbehörde National Institutes of Health, die so ihr Budget von 1945 bis 1985 von $2,4 Mio. auf $5,5 Mrd. steigern konnte, den Kampf gegen Krebs und diverse Museen und Universitäten.
Zudem gründeten sie die Lasker Foundation, welche hauptsächlich verschiedene Programme der biomedizinischen Forschung und des öffentlichen Gesundheitswesen unterstützt und seit 1942 die hochdotierten Lasker Awards verleiht.
Albert Lasker starb am 30. Mai 1952 im Alter von 73 Jahren in New York an Magenkrebs. Er ist in einem privaten Mausoleum auf dem Sleepy Hollow Cemetery in Sleepy Hollow, NY beigesetzt.
Er wurde in die American National Business Hall of Fame aufgenommen, welche bedeutende Persönlichkeiten des US-amerikanischen Wirtschaftslebens ehrt.